# Mistrzostwa Świata w Kolarstwie BMX 2010
15. Mistrzostwa świata w kolarstwie BMX odbyły się w południowoafrykańskim Pietermaritzburgu, w dniach 30 lipca–1 sierpnia 2010 roku. W programie znalazło się osiem konkurencji: wyścig elite i juniorów oraz cruiser elite i juniorów, zarówno dla kobiet jak i mężczyzn. W klasyfikacji medalowej zwyciężyli reprezentanci Kolumbii zdobywając łącznie cztery medale, w tym dwa złote.

## Medaliści
| Konkurencja:          | Złoto:            | Srebro:           | Brąz:           |
| Klasyfikacja mężczyzn |                   |                   |                 |
| Elite                 | Māris Štrombergs  | Sifiso Nhlapo     | Joris Daudet    |
| Cruiser               | Renato Rezende    | Andrés Jiménez    | Carlos Oquendo  |
| Juniorzy              | Sylvain André     | Kristers Lejiņš   | Twan van Gendt  |
| Cruiser juniorzy      | David Oquendo     | Benjamin Clarke   | Daniel Franks   |
| Klasyfikacja kobiet   |                   |                   |                 |
| Elite                 | Shanaze Reade     | Sarah Walker      | Alise Post      |
| Cruiser               | Mariana Pajón     | Romana Labounková | Vilma Rimšaitė  |
| Juniorki              | Merle Van Benthem | Brooke Crain      | Melinda McLeod  |
| Cruiser juniorki      | Teagan O'Keeffe   | Enora Le Roux     | Bianca Quinalha |

## Tabela medalowa
| Miejsce | Państwo           | Złoto | Srebro | Brąz | Razem |
| ------- | ----------------- | ----- | ------ | ---- | ----- |
| 1       | Kolumbia          | 2     | 1      | 1    | 4     |
| 2       | Francja           | 1     | 1      | 1    | 3     |
| 3       | Łotwa             | 1     | 1      | 0    | 2     |
|         | RPA               | 1     | 1      | 0    | 2     |
| 5       | Brazylia          | 1     | 0      | 1    | 2     |
|         | Holandia          | 1     | 0      | 1    | 2     |
| 7       | Wielka Brytania   | 1     | 0      | 0    | 1     |
| 8       | Australia         | 0     | 1      | 1    | 2     |
|         | Nowa Zelandia     | 0     | 1      | 1    | 2     |
|         | Stany Zjednoczone | 0     | 1      | 1    | 2     |
| 11      | Czechy            | 0     | 1      | 0    | 1     |
| 12      | Litwa             | 0     | 0      | 1    | 1     |